# 큰두더지
큰두더지 또는 일본두더지(Mogera wogura)는 두더지과에 속하는 포유류의 일종이다. 동아시아의 토착종이다. 일본에 분포한다. 무리를 짓지 않고 고립 생활을 하며, 주행성 동물이다. 수명은 야생에서 약 3.5년에 이른다.